# Kimminsoperla neboissi
Kimminsoperla neboissi är en bäcksländeart som beskrevs av Günther Theischinger 1988. Kimminsoperla neboissi ingår i släktet Kimminsoperla och familjen Notonemouridae. Inga underarter finns listade i Catalogue of Life.